# Карталы
Карталы́ — город в Челябинской области России. Административный центр Картали́нского района. Население 26 679 чел. (2023). Крупный железнодорожный узел, связывает Казахстан с Российской Федерацией. 
Имеет статус города областного подчинения. Образует Карталинское городское поселение.

## География
Город расположен в 240 км к югу от областного центра — Челябинска, в 110 км от Магнитогорска, в 130 км к юго-западу от Троицка, в 200 км к западу от Костаная и в 1500 км к востоку от столицы России Москвы.

## Этимология
Название поселения происходит от реки Карталы-Аят, гидроним имеет тюркское происхождение, где «караталы» — чёрная ива, а «аят» — родоплеменная группа казахов и мужское личное имя.

## История
Старые гербы города
Посёлок Карталы возник в 1914—1915 годы рядом с казачьим селом Полтавка в ходе строительства Троицко-Орской железной дороги. С 17 апреля 1944 года являлся городом районного подчинения, с 1963 года имеет статус города областного подчинения и районного центра.
Город с юго-запада примыкает к посёлку Полта́вскому, который, как и его соседи: Бреды и Варна, был основан в 1843 году, когда по указу Комитета министров Российской империи началось заселение и освоение так называемого Новолинейного района, образованного между рекой Урал на западе и новой оборонительной линией, проложенной от Орской крепости до редута Березовского на востоке. Стоял посёлок вдали от дорог, на опушке Джабык-Карагайского бора.
В 70-е годы XIX века учёным-геологом А. П. Карпинским произведена разведка угля в районе. Наличие полезных ископаемых предопределило строительство железной дороги.
1917 год считается годом рождения железнодорожной станции Карталы. Населённый пункт состоял из небольших островков: станция Карталы с тремя железнодорожными путями и восемью домиками, скопище землянок вокруг четырёх шахт, каменноугольный рудник «Пионер» и село Полтавка. Между этими островками вилась линия железной дороги.
Советская власть была установлена в марте-апреле 1918 года при помощи красногвардейских отрядов под командованием В. К. Блюхера, М. С. Кадомцева, М. В. Калмыкова, братьев Н. Д., И. Д. и П. Д. Кашириных. Комиссарами отрядов были И. М. Малышев и Н. Г. Толмачёв.
Войска атамана А. И. Дутова были разгромлены в 1918 году, в операции участвовало несколько  красногвардейских отрядов, на станции Карталы базировалась восточная группа отрядов. В Полтавке действовал красногвардейский отряд в 350 штыков из шахтёров угольных копей, обеспечивавший тыл группы В. К. Блюхера.
От колчаковцев посёлок освобождён в августе 1919 года силами 1-й бригады 35-й стрелковой дивизии под командованием мичмана С. Д. Павлова и кавалерийского полка имени Степана Разина под командованием А. Е. Карташова.
Полтавские угольные копи вновь заработали с окончанием Гражданской войны. Добываемый антрацит использовался промышленностью Урала.
Железнодорожное строительство, начавшееся в 1926 году, с небольшими перерывами продолжалось почти до начала 1970-х годов. В 1929 году была проложена ветка до Магнитогорска, а годом позднее достроена линия до Орска.
Тридцатые годы XX века — время бурного роста посёлка. Помимо железнодорожного транспорта получила развитие промышленность, обслуживающая сельское хозяйство, заработал рудник по добыче хромистого железняка. К 1933 году станция Карталы превратилась в крупный железнодорожный узел, которому был присвоен статус посёлка городского типа.
Постановлением ВЦИК от 20 июня 1933 года в состав рабочего посёлка Карталы включены: посёлки Каменноугольных печей, станции Карталы, Кирпичного завода, Хромитного рудника, село Полтавка.
Перед Великой Отечественной войной было открыто рабочее движение на железнодорожной линии Карталы — Акмолинск.
Даже в годы шло расширение станции Карталы. Здесь продолжали трудиться угольщики, горняки хромистого рудника, работники местной промышленности. Карталинские железнодорожники обеспечивали бесперебойную работу Магнитогорского металлургического комбината.
В апреле 1944 года рабочий посёлок Карталы был преобразован в город.
В послевоенные годы город железнодорожников продолжал расти и развиваться. Появились новые предприятия: завод по ремонту тракторов К-700, ретранслятор теле- и радиовещания, ковровая фабрика. Ковры ручной работы были отмечены на Всемирной выставке в Брюсселе в 1957 году. Из Средней Азии, а затем с севера Тюменской области в город пришёл природный газ. В 1960-е — 1980-е годы в городе высокими темпами шло строительство жилья, дорог, благоустраивались улицы и дворовые территории. Шла газификация домов частного сектора.

## Климат
Климат холодно умеренный, средняя годовая температура составляет 1,9 °C. Самый тёплый месяц года: июль со средней температурой 19,8 °C. Январь имеет самую низкую среднюю температуру года -17,2 °C.
- Относительная влажность воздуха: 66,1 %
- Средняя скорость ветра: 4,2 м/с

Карталы имеют значительное количество осадков в течение года. Это верно даже для сухого месяца. Среднегодовая норма осадков: 362 мм. Самый засушливый месяц: февраль с уровнем осадков 14 мм. В среднем, 67 мм, наибольшее количество осадков, которое выпадает в июле.
| Показатель              | Янв.  | Фев.  | Март | Апр.  | Май  | Июнь | Июль | Авг. | Сен. | Окт.  | Нояб. | Дек.  | Год   |
| ----------------------- | ----- | ----- | ---- | ----- | ---- | ---- | ---- | ---- | ---- | ----- | ----- | ----- | ----- |
| Абсолютный максимум, °C | 7,4   | 6,1   | 18,4 | 33,7  | 37,5 | 39,3 | 41,8 | 40,3 | 37,7 | 26,4  | 19,0  | 8,7   | 41,8  |
| Средняя температура, °C | −14,3 | −13,1 | −7,9 | 5,1   | 13,8 | 19,5 | 20,7 | 18,3 | 12,0 | 3,7   | −6,6  | −12,5 | 3,3   |
| Абсолютный минимум, °C  | −46,4 | −47,4 | −40  | −28,9 | −9   | −1,1 | 3,7  | −2,2 | −8,9 | −19,8 | −37,4 | −45,7 | −47,4 |
| Норма осадков, мм       | 19    | 14    | 18   | 27    | 33   | 39   | 60   | 48   | 27   | 24    | 23    | 21    | 353   |

## Население
| 1939    | 1959    | 1967    | 1970    | 1979    | 1989    | 1992    | 1996    | 1998    |
| ------- | ------- | ------- | ------- | ------- | ------- | ------- | ------- | ------- |
| 13 700  | ↗33 917 | ↗40 000 | ↗42 801 | ↘38 905 | ↘37 132 | ↘36 900 | ↘30 400 | ↗30 500 |
| 2000    | 2001    | 2002    | 2003    | 2005    | 2006    | 2007    | 2008    | 2009    |
| ↘30 400 | ↘30 300 | ↘29 908 | ↘29 900 | ↘26 900 | ↗29 400 | ↘28 900 | ↘28 800 | ↘28 651 |
| 2010    | 2011    | 2012    | 2013    | 2014    | 2015    | 2016    | 2017    | 2018    |
| ↗29 131 | ↘29 095 | ↘28 875 | ↘28 763 | ↘28 757 | ↘28 703 | ↘28 697 | ↘28 577 | ↗28 607 |
| 2019    | 2020    | 2021    | 2023    |         |         |         |         |         |
| ↘28 442 | ↘28 227 | ↘27 103 | ↘26 679 |         |         |         |         |         |

На 1 января 2025 года по численности населения город находился на 539-м месте из 1124 городов Российской Федерации.
Национальный состав
Русские (89,5 %), украинцы (2,7 %), казахи (2,3 %), татары (2,1 %).

## Ракетная дивизия
В мае 1964 года в трёх километрах на юго-запад от г. Карталы в специально построенном посёлке Солнечном (Карталы-6) была сформирована Карталинская оперативная группа, которая в апреле 1965 года была переформирована в 59-ю ракетную дивизию (в/ч 68547). За четыре последующие года сюда были передислоцированы ещё 6 ракетных полков. 8 июня 1970 года дивизия вошла в состав 31-й Оренбургской ракетной армии (в/ч 29452). На боевом дежурстве стояли семь полков, вооруженных моноблочными межконтинентальными ракетами Р-36 (SS-9), техническая ракетная база (ТРБ), вертолётная эскадрилья и узел связи. Каждый полк имел на вооружении шесть шахтных пусковых установок (ШПУ).
Перевооружение 1-го ракетного полка в 1975 году на Р-36М одновременно увеличило число ШПУ до десяти. К 1982 году закончилась модернизация последнего полка, включавшая углубление и переоборудование ШПУ, строительство новых, значительно более защищённых командных пунктов. Концентрация мощи стала настолько велика, что дивизия имела второе неофициальное название: «Техасско-Далласская». Самый первый в эпоху перестройки телемост с американцами показал, что Карталинская дивизия была у них на слуху. К 1989 году произошло плановое перевооружение на новые РК Р-36МУТТХ, оснащённые 10 боевыми блоками каждая.
Договоры СНВ-II и СНП внесли окончательную ясность в судьбу дивизии, много лет бывшей основой ядерных сил сдерживания. С 2001 по 2005 годы один за другим были сняты с боевого дежурства и расформированы все ракетные полки, шахты взорваны и к 24 мая 2005 года дивизия расформирована полностью. Оставшийся не у дел военный городок, получивший в 1999 году статус Локомотивного городского округа, а следом лишившийся статуса ЗАТО, вскоре зачах.

## Экономика
Экономика города строится, в первую очередь, на работе узла Южно-Уральской железной дороги, который является градообразующем предприятием города. В городе имеется элеватор, выпускающий хлебобулочную продукцию. Предприятия лёгкой промышленности и торговли, щебёночный завод ООО «Строительный камень», АО «Михеевский горно-обогатительный комбинат», завод «Микромрамор».

## Транспорт
Карталы — крупный железнодорожный узел. Город связан железными дорогами с Челябинском, Магнитогорском, Орском и Астаной. В нём функционирует железнодорожный пункт пропуска через границу, обслуживающий граждан всех стран мира.
В городе осуществляется регулярное автобусное сообщение. С городского автовокзала ведётся междугородное автобусное сообщение, охватывающее весь Карталинский район. Имеются рейсы до Челябинска, Магнитогорска, Троицка.
Через город проходит газопровод Бухара — Урал.

## Культура
В городе работает детская школа искусств.
В 1996 году было принято решение о создании Карталинского историко-краеведческого музея. C 1999 года музей работает в помещении бывшего дошкольного учреждения по улице Калмыкова, 1.

## Радиовещание
- 91,1 МГц — «Радио Дача»[36];
- 101,2 МГц — «Радио России» / «Радио Южный Урал»[источник не указан 399 дней];
- 103,5 МГц — (ПЛАН) «Маруся FM»[36];
- 104,9 МГц — «Радио Континенталь»[36].
- 107,3 МГц — «Авторадио»[36].

## Упоминание в литературе и кино
В 1932 году незадолго до смерти поэт Сергей Чекмарёв (1909—1933) в ожидании попутной машины написал лирическую поэму «Размышления на станции Карталы». Мемориальная доска о пребывании поэта была открыта в 1979 году (автор художник А. Атаманов).
В фильме «Миротворец» (1997, США) террористы шантажируют мир, похитив ядерную боеголовку в Карталах.